# Лис Ігор Богуславович
І́гор Богусла́вович Ли́с — молодший лейтенант Збройних сил України, учасник російсько-української війни.

## З життєпису
Станом на березень 2017 року — військовослужбовець в/ч А2724 (Центр впровадження та супроводження автоматизованих систем оперативного (бойового) управління Збройних Сил України). Проживав з родиною — дружиною та сином — в місті Дніпро.

## Нагороди та вшанування
- Указом Президента України № 741/2019 від 10 жовтня 2019 року за «особисту мужність і самовіддані дії, виявлені у захисті державного суверенітету та територіальної цілісності України» орденом Богдана Хмельницького III ступеня[2]